# Мебеци
Мебеци (груз. მებეცი) — село в Грузии, на территории Лентехского муниципалитета края (мхаре) Рача-Лечхуми и Нижняя Сванетия.

## География
Село находится в северной части Грузии, на правом берегу реки Цхенисцкали, вблизи места впадения в неё реки Пишкори, на расстоянии приблизительно 22 километров (по прямой) к востоку от посёлка городского типа Лентехи, административного центра муниципалитета. Абсолютная высота — 1253 метра над уровнем моря.

## Население
По результатам официальной переписи населения 2014 года, в Мебеци проживало 69 человек (39 мужчин и 30 женщин). В национальной структуре населения грузины составляли 100 %.
| Год  | Население, человек |
| ---- | ------------------ |
| 2002 | 97                 |
| 2014 | ↘ 69               |